# Josef Hutter
Josef Hutter (28. února 1894 v Praze – 2. prosince 1959 tamtéž) byl český muzikolog, spisovatel a publicista, profesor Univerzity Karlovy. Hutter je též pradědem spisovatele a moderátora Lukáše Berného a novináře Aleše Berného.

## Činnost
Josef Hutter se narodil v Praze 28. února 1894, v rodině pojišťovacího úředníka Josefa Huttera a jeho manželky Marie, rozené Kunclové. Měl dvě mladší sestry.
Po maturitě na gymnáziu začal v roce 1913 studovat hudební vědu, filosofii a historii na Karlově univerzitě, imatrikulován byl též na lékařské fakultě téže univerzity. Po vypuknutí první světové války a v létě 1914 musel studium přerušit a narukoval do rakousko-uherské armády. V jejíchž řadách setrval až do podzimu roku 1918, kdy se mohl vrátit a pokračovat ve studiích na Filosofické fakultě Univerzity Karlovy. Od listopadu toho roku byl posluchačem Zdeňka Nejedlého a Otakara Zicha.
Doktorát v oboru hudební věda (dizertační práce na téma K dějinám instrumentální hudby v Čechách v XII. století) obhájil 18. května 1920. Poté působil několik let na Pražské konzervatoři, kde se věnoval muzikologii. Od června 1925 byl asistentem Nejedlého a od roku 1927 působil jako soukromý docent (habilitoval se prací na téma české chorální notace). Hutter pracoval také jako asistent Otakara Zicha, se kterým ho pojily podobné estetické názory, ale uznával jej také jako skladatele. Napsal dokonce pochvalný kritický rozbor Zichových oper Vina a Preciézky a upravil několik lidových písní pro pěvecké sbory.

### Publikační a odborná činnost
Hutter přispíval svými články do mnoha tehdejších odborných časopisů, (Smetana, či Hudební rozhledy Vladimíra Helferta). Jeho zásluhou se také jedním z přispěvatelů časopisu Tribuny mohl stát např. Bohuslav Martinů. V letech 1928–1932 působil v deníku Reforma. Celkem takto napsal na 3000 recenzí a zpráv z oblasti koncertního a operního života, z nichž mnoho dosud nebylo zaevidováno.
Odborně působil jako hlavním spolupracovník Masarykova naučného slovníku pro hudební hesla, spolupracoval na Pazdírkově hudebním slovníku, působil jako odborný poradce Národního divadla i jako člen výboru Státního ústavu pro lidovou píseň a předseda hudební sekce státní zkušební komise. Od roku 1941 byl předsedou Unie českých hudebníků. Společně se Zdeňkem Němcem byl hlavním redaktorem Hudebního věstníku Unie.

### Profesura
Později působil jako mimořádný profesor hudební vědy na Filozofické fakultě Univerzity Karlovy v Praze, a to až roku 1935. Za nacistické okupace po uzavření protektorátních škol na podzim roku 1939 se podílel na domácím odboji. Zároveň však v době německé okupace pokračoval v tvůrčí práci a dokončil svá nejvýznamnější díla, knihy Harmonický princip (1941), Hudební myšlení (I, 1943) a Hudební nástroje (1945). Byl aktivní ve veřejném hudebním životě a angažoval se např. ve Svazu českých hudebních umělců výkonných. Na samém konci druhé světové války však byla jeho odbojová činnost Němci odhalena a v době od 6. července 1944 až do osvobození 5. května 1945 byl pronásledován a vězněn.
Po skončení války se okamžitě zapojil do obnovy výuky hudební vědy na pražské Filosofické fakultě. Pokus o jeho diskreditaci se odehrál již dubnu 1946, kdy, po vystoupení v roli svědka v procesu s Josefem Drachovským, si státní zástupce vyhradil Hutterovo trestní stíhání a označil jeho ilegální činnost za „salonní“. Roku 1947 byl jmenován řádným profesorem fakulty (se zpětnou účinností od 1. října 1939). V této funkci však setrval jen několik měsíců, neboť po převzetí moci komunisty po únoru 1948 byl novými mocipány nucen, i přes písemné protesty studentů, z univerzity odejít.
O Hutterovu politickou, profesní a v důsledku i osobní likvidaci se přičinil především Zdeněk Nejedlý. Ten po útěku z Protektorátu do Sovětského svazu již na nikdy univerzitě nepůsobil, ale nemohl se smířit s tím, že vedoucím hudební vědy na fakultě se stal Josef Hutter. Jakmile se po únoru 1948 dostal k moci, postaral se o Hutterovu politickou likvidaci. S okamžitou platností ho 5. března 1948 zbavil služby na katedře hudební vědy, kde Huttera nahradila Nejedlého oblíbenkyně Anna J. Patzaková. Hutter byl nařčen z protistátních aktivit v době okupace (například jeho údajná účast ve Vlajce). Byl obžalován z podílu na velezradě a 6. listopadu 1952 odsouzen ke dvaceti čtyřem letům žaláře.
Všechna tato obvinění byla vykonstruovaná, ale Huttera velmi poškodila.

## Závěr života
Byl propuštěn po amnestii v roce 1956, jeho špatný zdravotní stav po letech věznění mu však nedovoloval dokončit práci. Také komunistická státní moc mu bránila[ujasnit] dále vykonávat veřejnou pedagogickou i publikační vědeckou činnost.
Josef Hutter zemřel v Praze v 65 letech 2. prosince 1959. 4. října 1990, 31 let po své smrti, byl v plném rozsahu rehabilitován.

## Muzikologický odkaz
Josef Hutter částečně navázal na práci Otakara Zicha, ale do značné míry zůstal spíše osamoceným zjevem české muzikologie.
Způsobil to převážně totalitní režim (okupace, komunistická totalita, dvojí zatčení, nemožnost dlouhodobého působení na univerzitě, zákazy propagace jeho děl), jejíž apologeti nepřipustili, aby soustavně pracoval na vysoké škole a tak předával své zkušenosti žákům, kteří by dále rozvíjeli jeho badatelský odkaz.
V totalitním Československu byly jeho práce záměrně upozaďovány a odkazy na ně byly považovány za odklon od muzikologického odkazu Zdeňka Nejedlého. Poněkud jiná byla situace na Slovensku, zejména pak ve vysokoškolských a akademických prostředí, a to díky Jozefa Kresánka a jeho žáků (Richard Rybarič ad.).
11. listopadu 1994, v době 100. výročí Hutterova narození se v Praze konala konference, která znamenala přelom[ujasnit] ve vnímání jeho vědeckého a badatelského odkazu. V roce 2018 vzniklo též malé nakladatelství nesoucí jeho jméno.

## Dílo
- Česká hudba (1925)
- Česká notace I. Neumy (1926)
- Ferdinand Vach a Pěvecké sdružení moravských učitelů (kritické studie, 1928)
- Melodický princip stupnicových řad (1929)
- Česká notace II. Nota choralis (1930)
- Notationis bohemicae antiquae specimina selecta (výběr dokumentů, 1931)
- Chroai v hudbě monofonické (1935)
- Harmonický princip (1941)
- Hudební myšlení – Od pravýkřiku k vícehlasu (I. díl, 1943)
- Hudební nástroje (1945)
- Hudební myšlení – Větev homofonická až harmonická (II. díl, 2006)
- Česká píseň gotická (1958, nevydáno, rukopis se nalézá v pozůstalosti)[6]

Dále je autorem mnoha hudebněvědních studií a odborných pojednání v periodikách či publikacích, např.: 
- Hudba ve XX. století – Dvacáté století, co dalo lidstvu (sborník), sv. 7 – Z duševní dílny lidstva, Praha 1934
- Ema Destinnová. – Královny, kněžny a velké ženy české (sborník), Praha 1941
- Stilprinzipien der modernen teschechischen Musik. – Melos Mainz 7/1928
- Otakar Zich – České umění dramatické, část II – zpěvohra, Praha 1941